# Delirio de cristal

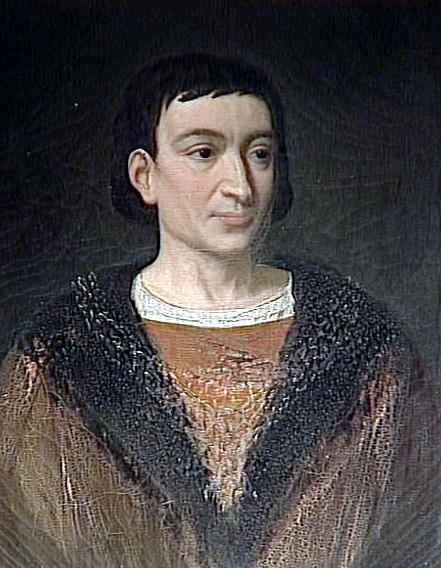
Carlos VI de Francia.

El delirio de cristal es la manifestación de un desorden psiquiátrico registrado en Europa occidental principalmente en la Edad Media tardía y Época Moderna temprana (siglos XV a XVII). Quienes lo sufrían pensaban que su cuerpo o parte de él eran de cristal y por tanto podían quebrarse en añicos. El caso más famoso fue el del rey Carlos VI de Francia, quien prohibía que las personas lo tocaran y se encerraba en un cuarto envuelto en gruesas mantas para evitar que cualquier contacto quebrara parte de su cuerpo. La concentración de este delirio entre sectores educados y de la alta sociedad ha llevado a los investigadores a asociarlo con la melancolía.
Entre los registros literarios del delirio de cristal se halla El licenciado Vidriera, de Miguel de Cervantes (1613), acerca de un estudiante a quien se le da una poción amorosa que le lleva a creerse de vidrio, y que por lo mismo puede responder cualquier pregunta con soltura, sin importar su dificultad. En este caso se asociaba el cristal con la clarividencia como ocurría a veces con los melancólicos, porque cuando el personaje es curado ya no es escuchado por nadie. El cristal era en esta época un material nuevo, visto por algunas personas como mágico o con propiedades alquímicas. 
La conducta neurótica del compositor Piotr Ilich Tchaikovsky parece haber sido similar al delirio de cristal. Creía que si no sostenía su mandíbula su cabeza podría caerse mientras dirigía una orquesta.
En tiempos actuales este delirio no ha desaparecido completamente. El psiquiatra holandés Andy Lameijn, director del Endegeest Psychiatric Hospital en Leiden, registró el caso de un paciente que claramente padecía este delirio, y en una búsqueda en archivos de un hospital de Edimburgo halló registros de 300 pacientes femeninos que pensaban que sus piernas eran de cristal.